# Masai Mara

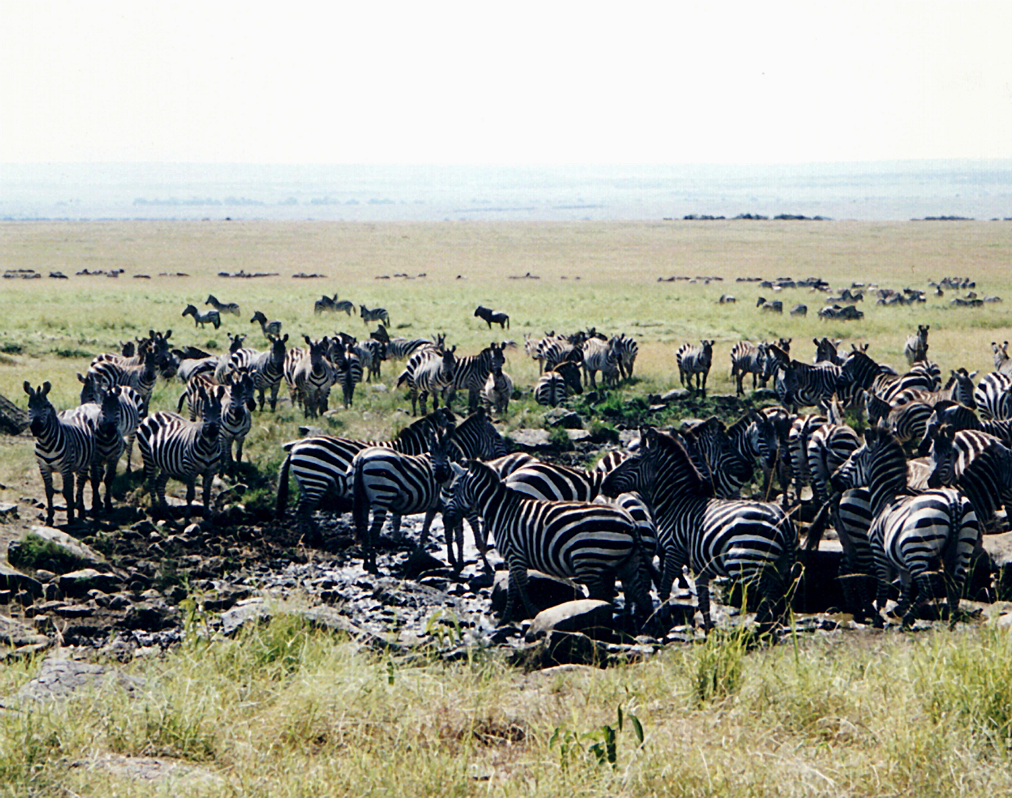
Zebrele în Masai Mara

Masai Mara este o rezervație naturală aflată în sud-vestul Keniei, respectiv până la granița de nord-vest a Tanzaniei. A fost înființată în anul 1961. Are o suprafață de 1.510 km², adică de peste șase ori suprafața municipiului București. Mii de animale trăiesc în această rezervație, printre care se pot număra: antilope, zebre, antilope gnu și lei. Regiunea din jurul rezervației este populată de tribul Masai de sute de ani. Pentru că se află la sud de Ecuator, cele mai friguroase luni sunt iunie și iulie. Aici se organizează safari cu mașini de teren. Turiști speră să vadă "Marele Cinci": leu, leopard, elefant, bizon și rinocer. Site Oficial Masai Mara